# 科羅內迪布盧莫內峰

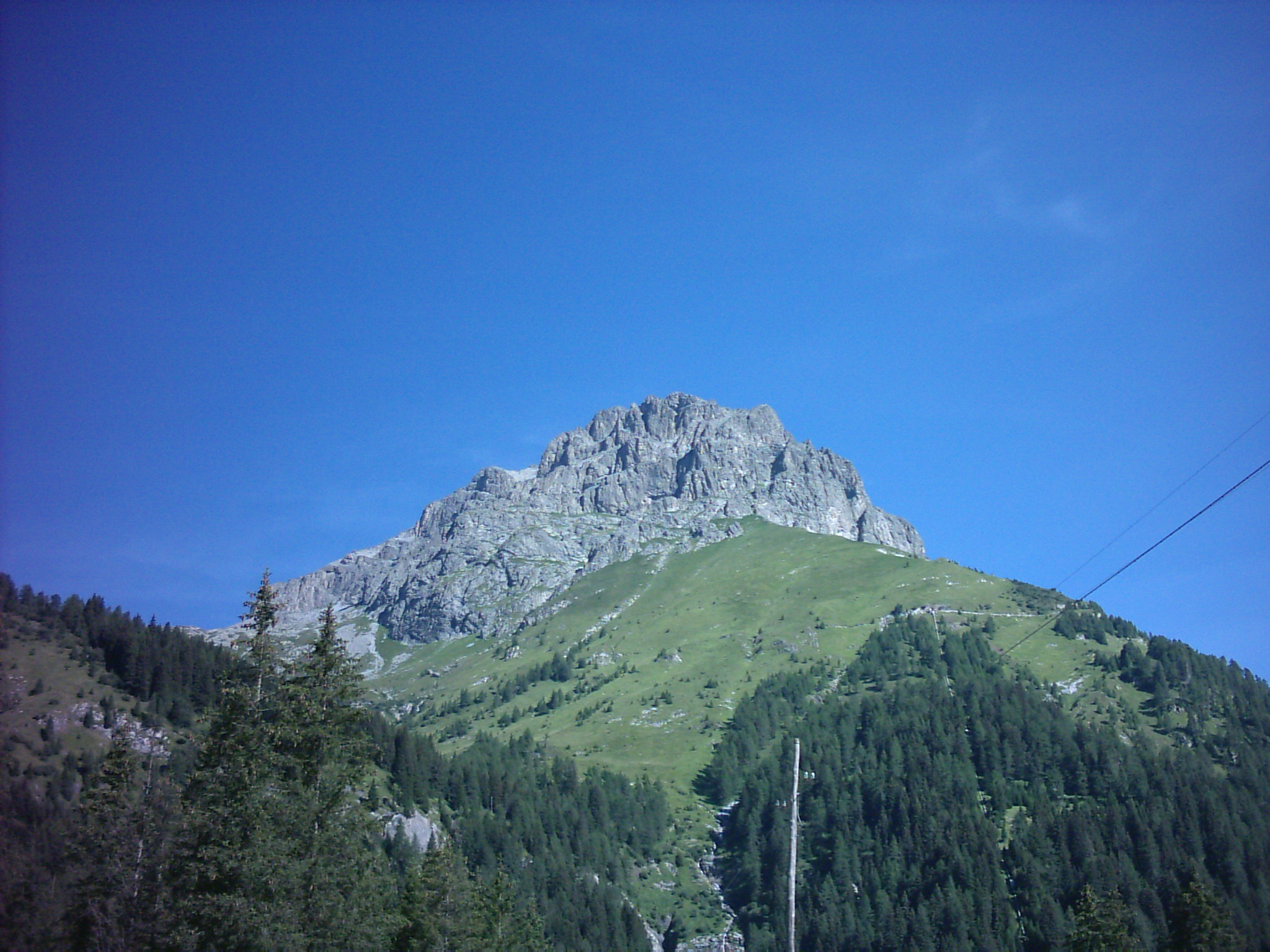

45°57′N 10°28′E / 45.950°N 10.467°E
科羅內迪布盧莫內峰（義大利語：Cornone di Blumone），是意大利的山峰，位於該國北部，由倫巴第大區負責管轄，海拔高度2,843米，每年平均降雨量1,592毫米，人類在1878年首次登頂。